# Cruelty Squad
Cruelty Squad — це тактичний шутер від першої особи 2021 року, розроблений і виданий фінською  інді-студією Consumer Softproducts під керівництвом художника Вілле Калліо через платформу дистрибуції Steam. У грі гравець бере на себе роль біологічно-досконалого вбивці, найнятого охоронним агентством для виконання «брудної роботи» та секретних операцій для основного конгломерату.  Гра відома своєю сюрреалістичною, «сенсорно агресивною»  естетикою, натхненною низькополігональними 3D-іграми середини-кінця 1990-х, такими як LSD: Dream Emulator і Super Mario 64. 
Розробник описує Cruelty Squad як «захоплюючий силовий фентезі-симулятор з елементами тактичного стелсу» , і його часто порівнюють із шутерами кінця 1990-х і початку 2000-х, такими як Tom Clancy's Rainbow Six, Deus Ex, Perfect Dark і Hitman: Codename 47.   Тематика гри була описана як антикапіталістична, антикорпоративна та сатира на гіг-економіку. 
Гра була випущена в ранньому доступі в Steam 4 січня 2021 року, а повністю випущена в Steam 15 червня 2021 року.  Відгуки були переважно позитивними, багато рецензентів оцінили унікальну презентацію гри, дизайн і поєднання різних механік і тем.

## Геймплей
Гравець обирає свою зброю та спорядження перед початком кожної з 19 місій у грі, а потім повинен пройти відкриті рівні в стилі пісочниці, щоб знайти та нейтралізувати цілі.  Здоров’я, втрачене під час бою, можна відновити, використовуючи певне спорядження, споживаючи їжу або навіть поїдаючи трупи, якщо гравець помре достатньо разів на рівні («Power In Misery», найпростіший рівень складності). Хоча покарання за вбивство цивільних осіб під час місії не передбачено, можливі й тихі та несмертоносні рішення, крім необхідного вбивства цілей.  Під час місій гравець може вилучати органи з трупів, а також ловити рибу, а потім торгувати цими органами та рибою на динамічному фондовому ринку за гроші або досліджувати штаб-квартиру Cruelty Squad. 

## Сюжет
Дія Cruelty Squad відбувається в антиутопічній корпоратократії, де корпорації мають величезний вплив на поліцію та урядові справи. Технологічний прогрес дозволяє воскрешати людей після смерті, роблячи більшу його частину безсмертним і здешевлюючи уявну цінність життя. Безладні вбивства є звичним явищем, а озброєна охорона є невід’ємною частиною практично кожного населеного пункту. Органи людей та тварин продаються на фондовому ринку, а інвазивні біологічні імплантати та доповнені органи використовуються силами безпеки та вбивцями для допомоги в боях. Корпоративними вбивствами на замовлення частково займається Cruelty Squad, охоронна компанія, яка працює під егідою великого конгломерату.
Після звільнення з «SEC Death Unit» ігровий персонаж отримує телефонний дзвінок від свого куратора, який пропонує йому роботу в Cruelty Squad. Йому доручено вбити кілька людей, які викликали гнів конгломератних «верховиків»; до них належать антикорпоративні політики, сектанти, офіцери поліції-ізгої, службовці-правопорушники та конкурентні генеральні директори. Пізніше в грі гравець і його куратор починають знущатися з вищого начальства не через якісь справжні антикорпоративні переконання, а просто через комічність ситуації.

## Розробка
Cruelty Squad створено на ігровому рушію Godot  та випущено у Steam 15 червня 2021 року.
До розробки Cruelty Squad провідний розробник і художник Вілле Калліо створив і виставив кілька мистецьких робіт, які складалися з коміксів і відеоарту, а також інсталяції та окремі твори мистецтва для галерей. Відомі музеї, які він виставляв, включають Futura у Празі  та галерею SIC у Гельсінкі, Фінляндія.  Багато з цих попередніх творів мистецтва містять алюзії до відеоігор, а також багато ідей, які пізніше стануть частинами Cruelty Squad. Калліо сказав, що його робота в галереї «ніколи не здавалася чимось більшим, ніж просто дивним хобі» і що це була «чорна діра без майбутнього», заявивши, що займатися розробкою ігор було розумним, оскільки його попередня робота була значною мірою натхнена відеоіграми. 
Крім галерейних творів, Калліо створив багато відеопроектів до випуску Cruelty Squad, таких як «Adversalife»  і «Venmo Combat» , який також був компонентом мультимедійної художньої виставки, розміщеної в галереї SIC у Гельсінкі, Фінляндія.  Крім того, він працював над такими коміксами, як Hyper Prison-Industrial  і Corridorspace. 

## Відгуки
| Агрегатор  | Оцінка |
| ---------- | ------ |
| Metacritic | 89/100 |

| Видання        | Оцінка |
| -------------- | ------ |
| Destructoid    | 7.5/10 |
| PC Gamer (США) | 93/100 |

За даними агрегатора рецензій Metacritic, Cruelty Squad отримав «загалом схвальні» відгуки. 
Джеймс Брод з Third Coast Review описав гру як «страшнішу, ніж Hotline Miami» і порекомендував її шанувальникам «старої школи тактичних шутерів».  Джейк Такер з NME оголосив Cruelty Squad «найзахопливішою грою року», присудивши їй п’ять зірок із п’яти.  Багато ЗМІ також прокоментували суворість візуальних зображень, а Грем Сміт Rock Paper Shotgun назвав їх «сенсорно агресивними».  Джеймс Девенпорт з PC Gamer назвав це «якимсь головним екзистенціальним ігровим жахом для ПК». 
У червні 2021 року головний герой Cruelty Squad був доданий у відеогру Brigador як ігровий персонаж під назвою «MT Foxtrot». 